# Élections cantonales de 1886 dans la Somme
Les élections cantonales françaises de 1886 ont eu lieu le 1er et 8 août 1886.

## Contexte départemental

### Assemblée départementale sortante
Avant les élections, le conseil général de la Somme est présidé par Albert Dauphin (Libéral), à la tête du département depuis 1890. Il comprend 41 conseillers généraux issus des 41 cantons de la Somme. 21 d'entre eux sont renouvelables lors de ces élections.
| Parti                                      | Sigle | Sigle    | Élus |
| ------------------------------------------ | ----- | -------- | ---- |
| Centre (26 sièges)                         |       |          |      |
| Républicains opportunistes                 |       | Rép.     | 21   |
| Conservateurs libéraux                     |       | Libéral  | 5    |
| Droite (10 sièges)                         |       |          |      |
| Conservateurs (Royalistes - Bonapartistes) |       | Cons.    | 10   |
| Gauche (5 sièges)                          |       |          |      |
| Républicains radicaux                      |       | Rad.     | 3    |
| Radicaux-socialistes                       |       | Rad-soc. | 2    |
| Président du conseil général               |       |          |      |
| Albert Dauphin (Libéral)                   |       |          |      |

## Conseil général élu
| Canton                 | Conseiller sortant          | Étiquette | Candidat élu                  | Étiquette |
| ---------------------- | --------------------------- | --------- | ----------------------------- | --------- |
| Abbeville-Nord         | Albert-Alexandre Carette    | Rép.      | Alexandre de Poilly           | Rép.      |
| Ailly-le-Haut-Clocher  | Ernest Gignon               | Rép.      | Ernest Gignon                 | Rép.      |
| Ailly-sur-Noye         | Oswald de Fransures         | Cons.     | Oswald de Fransures           | Cons.     |
| Amiens-Nord-Est        | René Goblet                 | Rad.      | René Goblet                   | Rad.      |
| Amiens-Sud-Ouest       | Frédéric Petit              | Rad-soc.  | Frédéric Petit                | Rad-soc.  |
| Bernaville             | Gaston de Butler            | Cons.     | Ernest Legrand                | Rép.      |
| Boves                  | Ernest Cauvin               | Rép.      | Adalbert de Francqueville     | Cons.     |
| Bray-sur-Somme         | Marie Reimbold d'Estourmel  | Cons.     | Eugène François               | Rép.      |
| Combles                | Victor Magniez              | Libéral   | Victor Magniez                | Libéral   |
| Doullens               | Henri Desprez               | Rép.      | Victor Sydenham               | Libéral   |
| Gamaches               | Léopold Delattre            | Rép.      | Léopold Delattre              | Rép.      |
| Nesle                  | Jules Savary                | Rép.      | Jules Savary                  | Rép.      |
| Nouvion                | Fernand Maquennehen         | Rad.      | Fernand Maquennehen           | Rad.      |
| Oisemont               | Charles Marie de Forceville | Cons.     | Pierre Feuilloy               | Rép.      |
| Picquingy              | Louis Fourgeron             | Libéral   | Louis Fourgeron               | Libéral   |
| Poix-de-Picardie       | Joseph d'Hardiviller        | Libéral   | Charles Jourdain de Thieulloy | Cons.     |
| Roisel                 | Antoine Cattiaux            | Rép.      | Antoine Cattiaux              | Rép.      |
| Rosières-en-Santerre   | Télesphore Courtois         | Rép.      | Ernest Leroy                  | Rép.      |
| Roye                   | Émile Duquesnel             | Rép.      | Émile Duquesnel               | Rép.      |
| Saint-Valery-sur-Somme | Louis Briet de Rainvilliers | Cons.     | Louis Briet de Rainvilliers   | Cons.     |
| Villers-Bocage         | Louis Gourdin               | Rép.      | Louis Gourdin                 | Rép.      |

*Conseillers généraux sortants ne se représentant pas

### Élus
| Partis       | Partis                     | Conseillers sortants | Conseillers élus | Évolution     |
| ------------ | -------------------------- | -------------------- | ---------------- | ------------- |
|              | Républicains opportunistes | 10                   | 11               | 1             |
|              | Conservateurs libéraux     | 3                    | 3                | en stagnation |
| Total Centre | Total Centre               | 13                   | 14               | 1             |
|              | Conservateurs              | 5                    | 4                | 1             |
| Total Droite | Total Droite               | 5                    | 4                | 1             |
|              | Républicains radicaux      | 2                    | 2                | en stagnation |
|              | Radicaux-socialistes       | 1                    | 1                | en stagnation |
| Total Gauche | Total Gauche               | 3                    | 3                | en stagnation |

### Groupes politiques
| Parti                                      | Sigle | Sigle    | Élus |
| ------------------------------------------ | ----- | -------- | ---- |
| Centre (26 sièges)                         |       |          |      |
| Républicains opportunistes                 |       | Rép.     | 22   |
| Conservateurs libéraux                     |       | Libéral  | 5    |
| Droite (9 sièges)                          |       |          |      |
| Conservateurs (Royalistes - Bonapartistes) |       | Cons.    | 9    |
| Gauche (5 sièges)                          |       |          |      |
| Républicains radicaux                      |       | Rad.     | 3    |
| Radicaux-socialistes                       |       | Rad-soc. | 2    |
| Président du conseil général               |       |          |      |
| Albert Dauphin (Libéral)                   |       |          |      |